# روت فيرنر
روت فيرنر (بالألمانية: Ruth Werner)‏ (و. 1907 – 2000 م) هي ممثلة، وكاتِبة، وصحفية، من ألمانيا، وهي أيضا جاسوسة للاتحاد السوفيتي في ألمانيا، ولدت في برلين، وتحمل رتبة عسكرية عقيد، توفيت في برلين، عن عمر يناهز 93 عاماً.

## حياتها

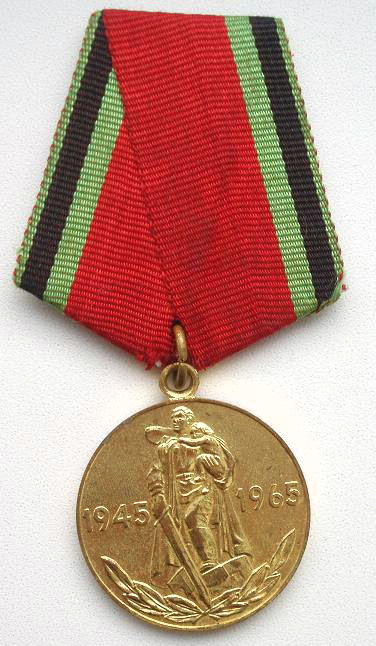
وسام 20 عاما من النصر في الحرب الوطنية العظمى

كانت روث فيرنر شيوعية ملتزمة وعملت كجاسوسة للسوفييت في الصين وألمانيا النازية وسويسرا وإنجلترا بدءًا من عام 1930 تقريبًا. وباستخدام الاسم الرمزي سونيا (Sonya)، قامت بجمع معلومات استخبارية سرية ونقلها إلى موسكو، بما في ذلك المعلومات الفنية التي قدمها الفيزيائي البريطاني (الألماني المولد) كلاوس فوشس حول أبحاث مشروع مانهاتن في القنبلة الذرية. وبعد الحرب العالمية الثانية استقرت في ألمانيا الشرقية، حيث بدأت ككاتبه باسم روث ويرنر وأصبحت كاتبة مشهورة في القصص القصيرة والروايات والسيرة الذاتية، مثل: Sonja’s Rapport .

## مناصب وهيئات
أدارت دار النشر أولستاين.

## الخدمة العسكرية
خدمت في الاستخبارات العسكرية الروسية (العقد 1930–1950).

## جوائز
حصلت على جوائز منها:
- وسام الصداقة (2000)
- الجائزة الوطنية لجمهورية ألمانيا الديمقراطية (1977)
- وسام الراية الحمراء (1969)
- وسام الراية الحمراء (1937)
- نيشان كارل ماركس.

## وصلات خارجية
- روت فيرنر على موقع IMDb (الإنجليزية)
- روت فيرنر على موقع كينوبويسك (الروسية)